# Sophia Vitas
Sophia Vitas, född 22 december 1992, är en amerikansk roddare.

## Karriär
I september 2023 tog Vitas brons tillsammans med Kristina Wagner i dubbelsculler vid VM i Belgrad.